# Unión Peruana de Productores Fonográficos
La Unión Peruana de Productores Fonográficos (Unimpro) es una organización sin fines de lucro y grupo comercial industrial integrado por compañías discográficas multinacionales y nacionales del Perú, involucradas en la industria musical..
La organización vela por los derechos conexos en la grabación y producción de índole comercial. Fundada en 2001, está afiliada a la Federación Internacional de la Industria Fonográfica (IFPI) desde 2012, y es agente nacional del ISRC.
Es la segunda entidad de gestión colectiva del Perú, después de la Asociación Peruana de Autores y Compositores (Apdayc), que a diferencia de la primera tiene como enfoque a la industria gramofónica (análoga a la RIAA). Además es la recaudadora en la comunicación pública de obras sonoras bajo derechos de autor, es decir, su reproducción; que alcanzó los 2 millones de soles en 2006, 8.9 millones de soles en 2010, y 3.8 millones de dólares en 2011. También monitoriza las obras, a través de la agencia Dial Marketing, para otorgar reconocimiento a las producciones.
Entre 2011 y 2012 se encargó de la compilación gratuita Tesoros fonográficos peruanos, centrada en las producciones musicales de hace más de 20 años.
Desde 2019 se encarga de la gestión de videoclips (videogramas).

## Certificación
La Unimpro es responsable del sistema de certificación dentro del territorio peruano. Este se categoriza según la cantidad de unidades vendidas. Debido al impacto de la piratería en el país, el requisito varió con el tiempo: 
| Categoría  | hasta 31 de diciembre de 2006 | entre 1 de enero de 2007 y 31 de diciembre de 2013 | desde 1 de enero de 2014 |
| ---------- | ----------------------------- | -------------------------------------------------- | ------------------------ |
| Oro        | 5.000                         | 3.000                                              | 10.000                   |
| Platino    | 10.000                        | 6.000                                              | 20.000                   |
| 2× Platino | 20.000                        | 12.000                                             | 40.000                   |
| …          |                               |                                                    |                          |

Entre los álbumnes con mayor certificación no extranjera está Días nuevos de Gian Marco, que obtuvo el quíntuple de platino, volviéndose el álbum más vendido de 2011 a nivel nacional con 50,000 copias vendidas.

## Controversias
En 2003 generó malestar de su entidad afiliada, la Asociación de Artistas Intérpretes y Ejecutantes, por no ofrecer información de los ingresos entrantes de sus demás socios cuando se encargaba de la recaudación de regalías.